# Němcová (krater)
Němcová är en nedslagskrater på planeten Venus. Němcová har fått sitt namn efter den tjeckiske författaren Božena Němcová.
Kratern har en diameter på ungefär 22 km.